# Кругель (Волынская область)
Кругель (укр. Кругель) — село в Люблинецкой поселковой общине Ковельского района Волынской области Украины.
Код КОАТУУ — 0722189303. Население по переписи 2001 года составляет 240 человек. Почтовый индекс — 45033. Телефонный код — 3352.